# روم محمد باشا
روم محمد باشا  أو محمد باشا الرومي (بالتركية: Rum Mehmed Paşa)‏ (مات 1470) كان رجل دولة عثماني، الصدر الأعظم الرابع عشر للسلطنة العثمانية، الرابع في عهد السلطان محمد الثاني، دامت وزارته ثلاث سنوات من 1466 إلى 1469 و المنافس الرئيسي لمحمود باشا. وكان من أصول يونانية كما يدل عليه اسمه (روم ).
بناء على إلحاح من محمد باشا القرماني أقال السلطان محمد الثاني روم محمد باشا من منصبه في عام 1469، وكان أن توفي غرقا في عام 1470.